# 千葉県道228号一宮停車場線
千葉県道228号一宮停車場線（ちばけんどう228ごう いちのみやていしゃじょうせん）は、千葉県長生郡一宮町を走る一般県道。

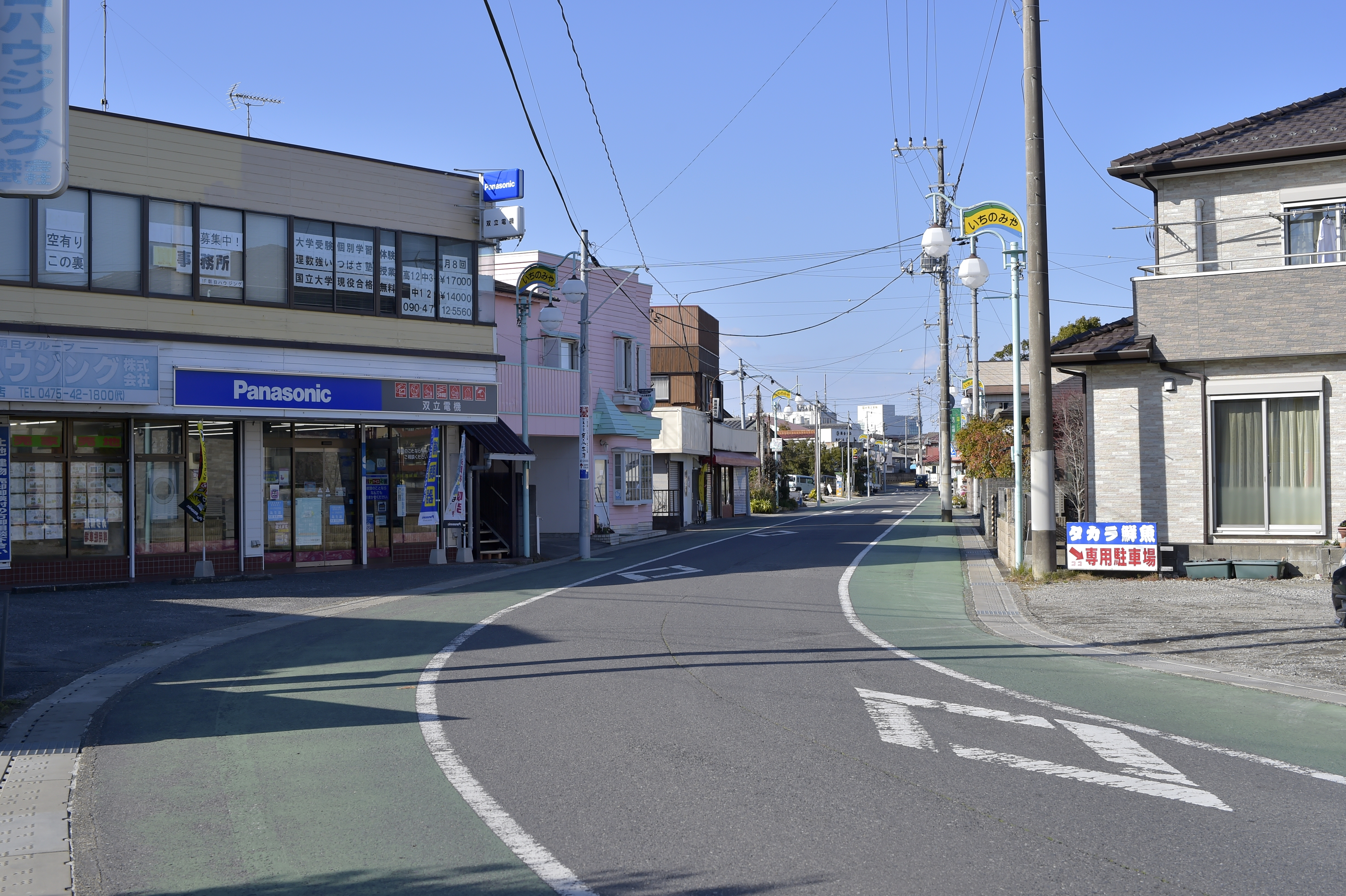
千葉県道228号一宮停車場線
一宮町一宮（2023年2月）

## 概要
- 起点：長生郡一宮町一宮（外房線上総一ノ宮駅）
- 終点：長生郡一宮町一宮（一宮海岸交差点、千葉県道30号飯岡一宮線交点）
- 総延長：*.* km（長生土木事務所管内：*.* km）
- 重用延長：*.* km（長生土木事務所管内：*.* km）
- 実延長：2.610 km（長生土木事務所管内：2.610 km[1]）

## 通過する自治体
- 長生郡一宮町

## 交差・接続する道路
- 国道128号 - 長生郡一宮町一宮（玉前神社前 - 一宮郵便局南） ※一部重複
- 千葉県道30号飯岡一宮線 - 長生郡一宮町一宮（一宮海岸交差点、終点）

## 周辺

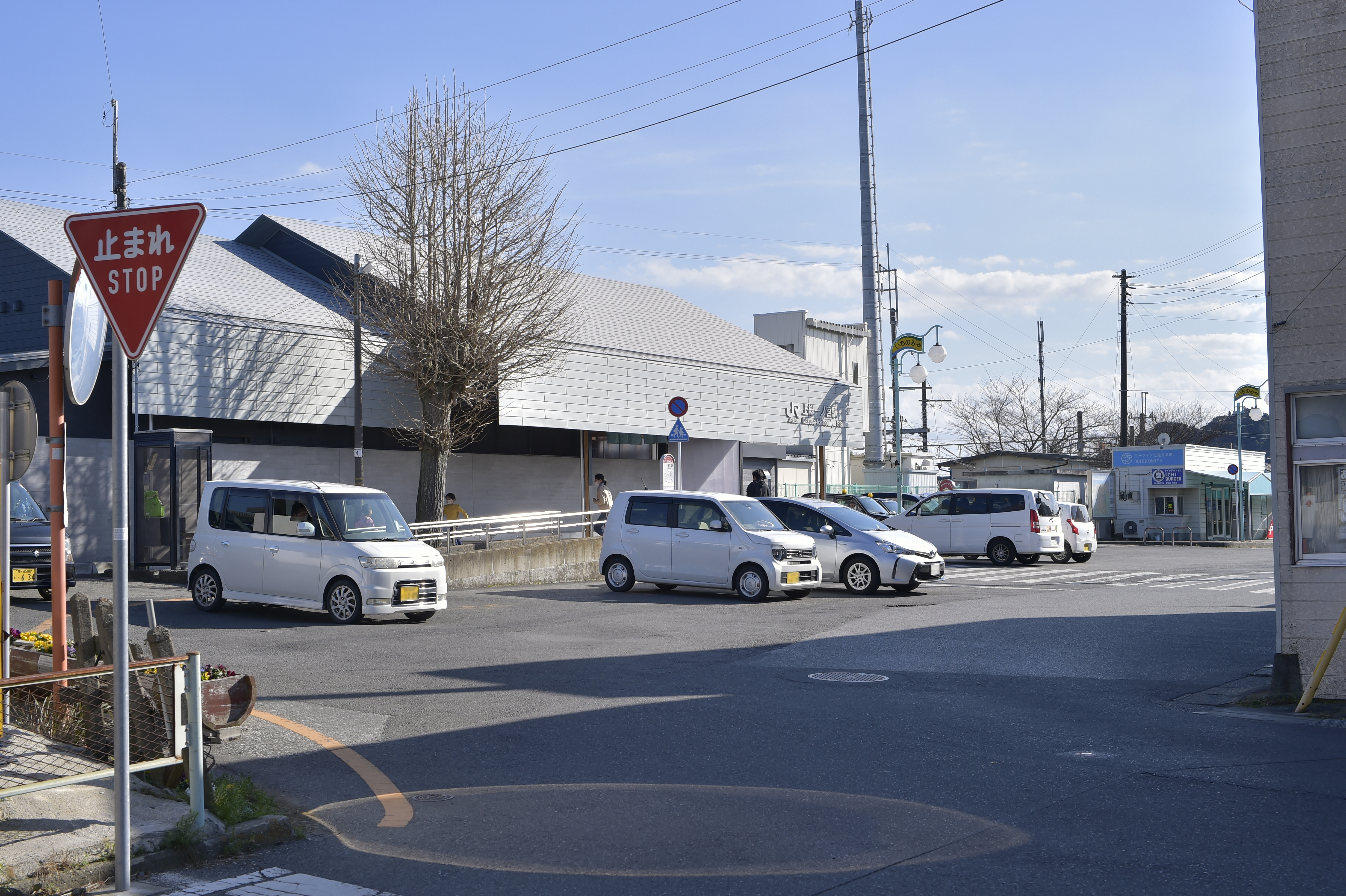
起点の上総一ノ宮駅前（2023年2月）

- 上総一ノ宮駅
- 一宮町役場